# Miss Brasil CNB 2021
Miss Brasil CNB 2021 foi a 31ª edição de um concurso de beleza feminino específico para a eleição da representante brasileira ao Miss Mundo, bem como será o 61º ano de participação do Brasil no certame. A vencedora teve sua inscrição validada para a versão de 2021 do evento mundial, já que a edição de 2020 não foi realizada devido a pandemia global de Covid-19. O evento teve a participação de quarenta e oito (48) aspirantes ao título, que pertencia até aquele momento a mineira, representante do Espírito Santo no Miss Brasil CNB 2019 e finalista do Miss Mundo 2019, Elís Miele Coelho. A vencedora desta edição foi a anfitriã, Caroline Gomes Teixeira.

## Histórico

### Trívia
- Brasília sediou o concurso pela segunda vez depois de 30 anos, a primeira vez foi em 1990.
- A competição deste ano teve o mesmo número recorde de candidatas, alcançado em 2018: 48 disputam o título.
- Apenas um Estado não esteve representado no concurso deste ano: Roraima.
  - A última candidata a ser anunciada foi a representante do Paraná (Emily Sousa) em 27 de maio de 2021.
  - Já a primeira com inscrição validada para a disputa foi a representante de Santa Catarina (Isadora Pereira), eleita em 17 de agosto de 2019.
- As mineiras dominaram o concurso deste ano, 6 nasceram no Estado: cerca de 13% do total de candidatas.
  - Consequentemente, a região predominante na competição foi a Sudeste com 13 candidatas: 27% do total.
- Das 26 candidatas estaduais, apenas duas não nasceram no Estado que representaram: Bahia e Espírito Santo.
- A representante do Rio de Janeiro (Janaína Ribeiro) foi a primeira deficiente auditiva a disputar a competição versão Miss Mundo.
  - A nível nacional, a pioneira foi a cearense Vanessa Vidal, ao ficar em segundo lugar no Miss Brasil 2008 versão Miss Universo.
- Foi a 1ª vez que uma transexual disputa um concurso de beleza no Brasil à nível nacional, trata-se da Miss Centro Goiano (Rayka Vieira).[5]
  - A primeira transexual a participar de um concurso de beleza feminino no Brasil foi a carioca Nathalie de Oliveira, durante o Miss Rio de Janeiro 2019. Já a nível internacional a primeira transexual a participar de um concurso de beleza foi a espanhola Angela Ponce, que disputou o Miss Universo 2018.
- Pela primeira vez também, nenhuma candidata era reincidente, ou seja, nenhuma disputou o título de Miss Mundo Brasil em anos anteriores.
- O evento também teve a estreia da etapa de "trajes típicos", destacando características culturais das mais diversas localidades das candidatas.

### Substituição
- Rio Grande do Norte - Paula Joseane ► Andreza Viana

### Desistência
- Roraima - Natali Vitória

## Resultados

### Colocações
| Posição                                                 | Representação e Candidata |
| ------------------------------------------------------- | --- |
| Vencedora                                               | Distrito Federal - Caroline Teixeira |
| 2º. Lugar                                               | Rio Grande do Sul - Alina Furtado |
| 3º. Lugar                                               | Espírito Santo - Gabriela Botelho |
| Finalistas (Em ordem final de classificação)            | Piauí - Larissa Barros Mato Grosso do Sul - Dandara Queiroz Pernambuco - Guilhermina Montarroyos |
| Top 12 Semifinalistas (Em ordem final de classificação) | Rio de Janeiro - Janaína Ribeiro Pará - Maria Carolina Costa Pampa Gaúcho - Andrieli Rozin Goiás - Ariely Stoczyński Coreia Brasil - Larissa Han Guanabara - Marcele Cataldo |
| Top 25 Semifinalistas (Em ordem final de classificação) | Lagoas & Mares do Sul - Carolina Borsatto Costa Branca - Adriana Yanca Bahia - Odara Skubinčan Brasília - Ludymila Monteiro São Paulo - Cibele Lorente Paraná - Emily Sousa Planalto Central - Giulia Melles Maranhão - Flávia Melo Amazonas - Julliana Pachêco Costa Verde e Mar - Mayara Heydt Rio Grande do Norte - Adreza Viana Tocantins - Milena Silva Plano Piloto - Karina Souza |

### Prêmios Especiais
Designados às candidatas durante a noite final televisionada:
| Posição              | Representação e Candidata                 |
| -------------------- | ----------------------------------------- |
| Miss Simpatia        | Lagoas & Mares do Sul - Carolina Borsatto |
| Miss Fotogenia       | Ceará - Gabriela Melo                     |
| Miss Elegância       | Distrito Federal - Caroline Teixeira      |
| Miss Cordialidade    | Ipiranga - Daniele França                 |
| Miss Personalidade   | Centro Goiano - Rayka Vieira              |
| Top Model            | Distrito Federal - Caroline Teixeira      |
| Melhor Pele          | Rio de Janeiro - Janaína Ribeiro          |
| Melhor Sorriso       | Rio Grande do Sul - Alina Furtado         |
| Melhor Entrevista    | Piauí - Larissa Barros                    |
| O Mais Belo Vestido  | Goiás - Ariely Stoczyński                 |
| Modelo Revelação 40º | Mato Grosso do Sul - Dandara Queiroz      |

### Ordem dos anúncios
| 1. Pampa Gaúcho 2. Bahia 3. Plano Piloto 4. Rio Grande do Norte 5. Goiás 6. Espírito Santo 7. Mato Grosso do Sul 8. Planalto Central 9. Distrito Federal 10. Maranhão 11. Amazonas 12. Lagos & Mares do Sul 13. Costa Verde e Mar 14. Tocantins 15. Rio de Janeiro 16. Costa Branca 17. São Paulo 18. Piauí 19. Pernambuco 20. Coreia Brasil 21. Rio Grande do Sul 22. Guanabara 23. Paraná 24. Pará 25. Brasília | 1. Espírito Santo 2. Pampa Gaúcho 3. Goiás 4. Rio de Janeiro 5. Rio Grande do Sul 6. Mato Grosso do Sul 7. Distrito Federal 8. Piauí 9. Guanabara 10. Pará 11. Pernambuco 12. Coreia Brasil | 1. Rio Grande do Sul 2. Piauí 3. Espírito Santo 4. Distrito Federal 5. Pernambuco 6. Mato Grosso do Sul |  |

## Jurados

### Final
Ajudaram a eleger a vencedora do concurso:
| 1. Ceres Sessim Ribeiro, empresária; 2. Fernanda Venturini, jogadora de vôlei; 3. Suresh Reddy, embaixador da Índia no Brasil; 4. Roberto Macêdo, jornalista, arquiteto e escritor; 5. Helton Vecchi, diretor-geral da "dōTERRA Brasil"; 6. Vanessa Mendonça, secretária de Turismo do DF; 7. Cláudia Meireles, colunista do jornal "Metrópoles"; 8. Rafael Gondim, advogado, professor e escritor; 9. Artur Custódio, diretor nacional do "MORHAN"; 10. Marina Fontes, co-diretora do "CNB"; 11. André Kubitschek, empresário; | 1. Carol Colombo, antropólaga e palestrante; 2. Lucimar Batista, diretora do "MORHAN" Piauí; 3. Douglas Camilo, especialista de novos negócios; 4. Janaína Dias, empresária, agrônoma e designer floral; 5. Janssen Machado, sócio-proprietário da "La Renovence"; 6. Fábio Luís de Paula, jornalista da "Folha de S.Paulo", titular da coluna "De Faixa a Coroa" (DFaC); 7. Marcelo Moon, diretor de marketing da "Aramodu"; 8. Júlio Amaral, empresário do ramo de tecnologia; 9. William Freitas, gerente de licenças do CNB; 10. Carolina Lima, executiva de marketing; |

Legenda
1. TP: Total dos pontos acumulados na preliminar.
2. CNB: Pontuação obtida por cada uma das 25 classificadas, na escolha do Top 12.
3. T12: Somatória dos pontos do "TP" + "CNB".
4. VT6: Cada jurado escolheu suas 6 favoritas, cada menção valia 2 pontos.
5. TT6: Somatória dos pontos do "T12" + "VT6". Determinou o Top 6.
6. VF: Votos para eleger a vencedora.
7. PF: Total final.

| Rank | Representação         | TP   | CNB  | T12   | VT6 | TT6   | VF | PF    |
| ---- | --------------------- | ---- | ---- | ----- | --- | ----- | -- | ----- |
| 1ª   | Distrito Federal      | 88.1 | 28.7 | 116.8 | 32  | 148.8 | 40 | 188.8 |
| 2ª   | Rio Grande do Sul     | 83.0 | 29.3 | 112.3 | 26  | 138.3 | 37 | 175.3 |
| 3ª   | Espírito Santo        | 86.8 | 29.0 | 115.8 | 34  | 149.8 | 18 | 167.7 |
| 4ª   | Piauí                 | 85.4 | 30.0 | 115.4 | 24  | 139.4 | 25 | 164.4 |
| 5ª   | Mato Grosso do Sul    | 85.9 | 28.0 | 113.9 | 30  | 143.9 | 18 | 161.9 |
| 6ª   | Pernambuco            | 85.6 | 29.0 | 114.6 | 28  | 142.6 | 16 | 158.6 |
| 7ª   | Rio de Janeiro        | 86.1 | 28.3 | 114.4 | 22  | 136.4 |    |       |
| 8ª   | Pará                  | 82.3 | 27.0 | 109.3 | 22  | 131.3 |    |       |
| 9ª   | Pampa Gaúcho          | 85.1 | 28.0 | 113.1 | 16  | 129.1 |    |       |
| 10ª  | Goiás                 | 84.0 | 28.0 | 112.0 | 16  | 128.0 |    |       |
| 11ª  | Coreia-Brasil         | 84.0 | 28.7 | 112.7 | 8   | 120.7 |    |       |
| 12ª  | Guanabara             | 84.5 | 28.0 | 112.5 | 6   | 118.5 |    |       |
| 13ª  | Lagoas & Mares do Sul | 83.9 | 27.7 | 111.6 |     |       |    |       |
| 14ª  | Costa Branca          | 83.8 | 27.7 | 111.5 |     |       |    |       |
| 15ª  | Bahia                 | 83.7 | 27.3 | 111.1 |     |       |    |       |
| 16ª  | Brasília              | 82.9 | 27.3 | 110.2 |     |       |    |       |
| 17ª  | São Paulo             | 83.0 | 27.0 | 110.0 |     |       |    |       |
| 18ª  | Paraná                | 82.9 | 27.0 | 109.9 |     |       |    |       |
| 19ª  | Planalto Central      | 82.8 | 27.0 | 109.8 |     |       |    |       |
| 20ª  | Maranhão              | 82.3 | 27.3 | 109.6 |     |       |    |       |
| 21ª  | Amazonas              | 82.2 | 27.0 | 109.2 |     |       |    |       |
| 22ª  | Costa Verde & Mar     | 80.3 | 27.0 | 107.6 |     |       |    |       |
| 23ª  | Rio Grande do Norte   | 78.2 | 27.7 | 105.9 |     |       |    |       |
| 24ª  | Tocantins             | 76.0 | 27.0 | 103.0 |     |       |    |       |
| 25ª  | Plano Piloto          | 75.9 | 27.0 | 102.9 |     |       |    |       |

### Preliminares
Candidata classificada por vaga regional.
     Candidata classificada por vaga complementar ao Top 25.
     Candidata classificada por ter vencido etapas classificatórias.
| Rank | Representação         | ENT  | MDN  | TOP  | Total |
| ---- | --------------------- | ---- | ---- | ---- | ----- |
| 1ª   | Distrito Federal      | 28.8 | 29.8 | 29.5 | 88.1  |
| 2ª   | Espírito Santo        | 29.3 | 28.8 | 28.7 | 86.8  |
| 3ª   | Rio de Janeiro        | 28.5 | 28.9 | 28.7 | 86.1  |
| 4ª   | Mato Grosso do Sul    | 29.5 | 28.6 | 27.8 | 85.9  |
| 5ª   | Pernambuco            | 29.2 | 28.1 | 28.3 | 85.6  |
| 6ª   | Piauí                 | 29.8 | 27.4 | 28.2 | 85.4  |
| 7ª   | Pampa Gaúcho          | 28.6 | 28.9 | 27.7 | 85.2  |
| 8ª   | Guanabara             | 28.8 | 27.6 | 28.1 | 84.5  |
| 9ª   | Coreia-Brasil         | 29.2 | 28.0 | 26.8 | 84.0  |
| 10ª  | Goiás                 | 27.0 | 28.9 | 28.0 | 83.9  |
| 11ª  | Bahia                 | 29.0 | 27.7 | 27.1 | 83.8  |
| 12ª  | Costa Branca          | 28.6 | 27.4 | 27.8 | 83.8  |
| 13ª  | Lagoas & Mares do Sul | 29.1 | 27.7 | 27.0 | 83.8  |
| 14ª  | Rio Grande do Sul     | 26.8 | 28.0 | 28.2 | 83.0  |
| 15ª  | São Paulo             | 28.3 | 27.1 | 27.6 | 83.0  |
| 16ª  | Brasília              | 28.7 | 27.1 | 27.1 | 82.9  |
| 17ª  | Paraná                | 29.4 | 27.4 | 26.1 | 82.9  |
| 18ª  | Planalto Central      | 28.1 | 27.2 | 27.5 | 82.8  |
| 19ª  | Ipiranga              | 29.0 | 27.0 | 26.6 | 82.6  |
| 20ª  | Pará                  | 27.8 | 27.4 | 27.1 | 82.3  |
| 21ª  | Maranhão              | 29.5 | 26.6 | 26.2 | 82.3  |
| 22ª  | Mato Grosso           | 28.0 | 27.6 | 26.7 | 82.3  |
| 23ª  | Amazonas              | 29.5 | 26.4 | 26.3 | 82.2  |
| 24ª  | Grande São Paulo      | 28.1 | 27.3 | 26.5 | 81.9  |
| 25ª  | Santa Catarina        | 29.2 | 25.3 | 27.2 | 81.7  |
| 26ª  | ABCD                  | 28.2 | 27.6 | 25.8 | 81.6  |
| 27ª  | Triângulo Mineiro     | 26.5 | 27.3 | 27.5 | 81.3  |
| 28ª  | Sergipe               | 27.0 | 26.4 | 27.8 | 81.2  |
| 29ª  | Minas Gerais          | 27.9 | 26.7 | 26.5 | 81.1  |
| 30ª  | Amapá                 | 28.7 | 26.7 | 25.5 | 80.9  |
| 31ª  | Pegadas no Cerrado    | 27.4 | 26.4 | 26.8 | 80.6  |
| 32ª  | Ceará                 | 26.9 | 27.1 | 26.5 | 80.5  |
| 33ª  | Centro Goiano         | 28.4 | 26.4 | 25.7 | 80.5  |
| 34ª  | Acre                  | 28.0 | 26.8 | 25.5 | 80.3  |
| 35ª  | Costa Verde & Mar     | 26.9 | 27.2 | 26.2 | 80.3  |
| 36ª  | Fernando de Noronha   | 27.3 | 26.3 | 26.3 | 79.9  |
| 37ª  | Paraíba               | 27.2 | 26.6 | 26.1 | 79.9  |
| 38ª  | Lençóis Maranhenses   | 27.3 | 26.2 | 26.3 | 79.8  |
| 39ª  | Grande Curitiba       | 26.6 | 26.9 | 26.1 | 79.6  |
| 40ª  | Estrada Real          | 26.2 | 26.8 | 26.2 | 79.2  |
| 41ª  | Ilha do Mel           | 27.7 | 25.3 | 25.8 | 78.8  |
| 42ª  | Rondônia              | 26.9 | 25.4 | 26.5 | 78.8  |
| 43ª  | Sul Mineiro           | 25.9 | 26.0 | 26.9 | 78.8  |
| 44ª  | Alagoas               | 27.6 | 26.2 | 24.8 | 78.6  |
| 45ª  | Rio Grande do Norte   | 27.2 | 25.5 | 25.5 | 78.2  |
| 46ª  | Ilhabela              | 26.1 | 26.5 | 24.8 | 77.4  |
| 47ª  | Tocantins             | 25.7 | 24.1 | 26.2 | 76.0  |
| 48ª  | Plano Piloto          | 26.3 | 24.1 | 25.5 | 75.9  |

## Outros Prêmios

### Prêmios para Coordenadores
Os colaboradores do certame que se destacaram durante o ano:
| Título                    | Estado e Candidata                    |
| Coordenação Revelação     | - Coreia-Brasil - Leo Mun Lee         |
| Melhor em Mídias Digitais | - Mato Grosso do Sul - Ângelo Mariano |
| Melhor Preparação         | - Amazonas - Miro Sampaio             |
| Melhor Divulgação         | - Pará - Kátia Corrêa                 |
| Melhor Coordenador        | - Pernambuco - Miguel Braga 1         |
| Melhor Concurso           | - Pernambuco - Miguel Braga 1         |

1 In memoriam. Representado por sua última Miss Pernambuco, Guilhermina Montarroyos.

### Rainhas Regionais
As melhores candidatas colocados por região do País:
| Região       | Estado e Candidata                     |
| Centro-Oeste | - Mato Grosso do Sul - Dandara Queiroz |
| Nordeste     | - Piauí - Larissa Barros               |
| Norte        | - Pará - Maria Carolina Costa          |
| Sudeste      | - Espírito Santo - Gabriela Botelho    |
| Sul          | - Rio Grande do Sul - Alina Furtado    |

## Provas com Classificação Automática

### Classificação Automática ao Top 12
As candidatas vitoriosas destas etapas garantiram uma vaga ao Top 12:
| Posição         | Representação e Candidata           |
| Beleza Pelo Bem | - Espírito Santo - Gabriela Botelho |
| Miss Mobstar    | - Espírito Santo - Gabriela Botelho |

### Classificação Automática ao Top 25
As candidatas vitoriosas destas etapas garantiram uma vaga ao Top 25:
| Posição                   | Representação e Candidata |
| Cover Girl                | - Piauí - Larissa Barros |
| Miss Talento              | - Planalto Central - Giulia Melles |
| Miss Popularidade         | - Costa Verde & Mar - Mayara Heydt |
| Melhor Fantasia Regional  | - Pará - Maria Carolina Costa |
| Desafio Comercial dōTERRA | - Tocantins - Milena Silva |
| Beleza Pelo Bem           | - Bahia - Odara Skubinčan - Espírito Santo - Gabriela Botelho - Maranhão - Flávia Melo - Plano Piloto - Karina Souza - Rio Grande do Norte - Adreza Viana |

## Candidatas
Disputaram o título este ano, as seguintes candidatas:
| Representação         | Candidata               | Idade | Origem                    | Formação/Ocupação                    | Ref.   |
| --------------------- | ----------------------- | ----- | ------------------------- | ------------------------------------ | ------ |
| ABCD                  | Pâmela Tiglia           | 22    | São Bernardo do Campo, SP | Comissária de Voo                    | [ 9 ]  |
| Acre                  | Emely Pérez             | 22    | Cruzeiro do Sul, AC       | Estudante de Engenharia Florestal    | [ 10 ] |
| Alagoas               | Vitória Alcântara       | 20    | Maceió, AL                | Estudante de Arquitetura e Urbanismo | [ 11 ] |
| Amapá                 | Abthyllane Amaral       | 24    | Macapá, AP                | Doutoranda em Biologia               | [ 12 ] |
| Amazonas              | Julliana Pachêco        | 26    | Presidente Figueiredo, AM | Jornalista                           | [ 13 ] |
| Bahia                 | Odara Skubinčan         | 21    | Além Paraíba, MG          | Estudante de Odontologia             | [ 14 ] |
| Brasília              | Ludymila Monteiro       | 20    | Brasília, DF              | Bailarina & Estudante de Direito     | [ 15 ] |
| Ceará                 | Gabriela Melo           | 19    | Icó, CE                   | Estudante de Odontologia             | [ 16 ] |
| Centro Goiano         | Rayka Vieira            | 25    | Anápolis, GO              | Modelo                               | [ 17 ] |
| Coreia-Brasil         | Larissa Han             | 26    | São Paulo, SP             | Modelo & Influenciadora Digital      | [ 18 ] |
| Costa Branca          | Adriana Yanca           | 23    | Nova Iguaçu, RJ           | Estudante de Medicina                | [ 19 ] |
| Costa Verde & Mar     | Mayara Heydt            | 22    | Cunha Porã, SC            | Estudante de Odontologia             | [ 20 ] |
| Distrito Federal      | Caroline Teixeira       | 22    | Brasília, DF              | Estudante de Direito                 | [ 15 ] |
| Espírito Santo        | Gabriela Botelho        | 19    | Belo Horizonte, MG        | Estudante de Design de Moda          | [ 21 ] |
| Estrada Real          | Ana Luiza Rigueira      | 18    | Coronel Fabriciano, MG    | Estudante de Direito                 | [ 22 ] |
| Fernando de Noronha   | Stella Cabral           | 25    | Olinda, PE                | Publicitária                         | [ 23 ] |
| Goiás                 | Ariely Stoczyński       | 25    | Goiânia, GO               | Modelo & Cantora                     | [ 24 ] |
| Grande Curitiba       | Letícia Cocito          | 18    | Curitiba, PR              | Estudante de Biomedicina             | [ 25 ] |
| Grande São Paulo      | Nicole Hadassa          | 23    | Borrazópolis, PR          | Estudante de Design de Moda          | [ 26 ] |
| Guanabara             | Marcele Cataldo         | 23    | Rio de Janeiro, RJ        | Professora de Educação Física        | [ 27 ] |
| Ilha do Mel           | Beatriz Benetti         | 26    | Brasília, DF              | Arquiteta                            | [ 28 ] |
| Ilhabela              | Ariana de Melo          | 26    | Arcoverde, PE             | Influenciadora Digital               | [ 29 ] |
| Ipiranga              | Daniele França          | 25    | São Paulo, SP             | Relações Públicas                    | [ 30 ] |
| Lagoas e Mares do Sul | Carolina Borsatto       | 25    | Viçosa, AL                | Nutricionista                        | [ 31 ] |
| Lençóis Maranhenses   | Gabrielly Aranha        | 23    | Brasília, DF              | Estudante de Cosmetologia & Estética | [ 28 ] |
| Maranhão              | Flávia Melo             | 22    | São Luís, MA              | Estudante de Direito                 | [ 32 ] |
| Mato Grosso           | Luana Vedana            | 18    | Sorriso, MT               | Modelo                               | [ 33 ] |
| Mato Grosso do Sul    | Dandara Queiroz         | 22    | Três Lagoas, MS           | Arquiteta & Urbanista                | [ 34 ] |
| Minas Gerais          | Rayane Araújo           | 21    | Sete Lagoas, MG           | Estudante de Direito                 | [ 35 ] |
| Pampa Gaúcho          | Andrieli Rozin          | 22    | São Lourenço do Sul, RS   | Modelo                               | [ 36 ] |
| Pará                  | Maria Carolina Costa    | 20    | Belém, PA                 | Estudante de Nutrição                | [ 37 ] |
| Paraíba               | Ingrid Vidal            | 19    | Campina Grande, PB        | Socorrista                           | [ 38 ] |
| Paraná                | Emily Sousa             | 24    | Corbélia, PR              | Modelo                               | [ 39 ] |
| Pegadas no Cerrado    | Andrielly Azevêdo       | 19    | Rio Verde, GO             | Modelo & Influenciadora Digital      | [ 40 ] |
| Pernambuco            | Guilhermina Montarroyos | 20    | Moreno, PE                | Estudante de Medicina Veterinária    | [ 41 ] |
| Piauí                 | Larissa Barros          | 24    | Teresina, PI              | Modelo                               | [ 42 ] |
| Planalto Central      | Giulia Melles           | 19    | Brasília, DF              | Estudante de Fisioterapia            | [ 43 ] |
| Plano Piloto          | Karina Souza            | 24    | Brasília, DF              | Estudante de Fisioterapia            | [ 44 ] |
| Rio de Janeiro        | Janaína Ribeiro         | 25    | Itatiaia, RJ              | Modelo                               | [ 45 ] |
| Rio Grande do Norte   | Adreza Viana            | 20    | Acari, RN                 | Estudante de Geografia               | [ 46 ] |
| Rio Grande do Sul     | Alina Furtado           | 25    | Pelotas, RS               | Estudante de Psicologia              | [ 47 ] |
| Rondônia              | Priscila Santos         | 20    | Ministro Andreazza, RO    | Estudante de Estética e Cosmetologia | [ 37 ] |
| Santa Catarina        | Isadora Pereira         | 18    | Garopaba, SC              | Modelo                               | [ 48 ] |
| São Paulo             | Cibele Lorente          | 23    | Campinas, SP              | Engenheira Agrônoma                  | [ 49 ] |
| Sergipe               | Emilly Andrade          | 18    | Ribeirópolis, SE          | Estudante de Direito                 | [ 50 ] |
| Sul de Minas          | Larissa Lima            | 20    | Andradas, MG              | Estudante de Psicologia              | [ 51 ] |
| Tocantins             | Milena Silva            | 22    | Palmas, TO                | Fotógrafa e Maquiadora               | [ 52 ] |
| Triângulo Mineiro     | Bruna Rodarte           | 18    | Patos de Minas, MG        | Estudante de Engenharia Civil        | [ 53 ] |

## Designações
Legenda
      A representante do Brasil venceu a disputa.
       A representante do Brasil parou na 2ª colocação.
       A representante do Brasil parou na 3ª colocação.

### 2021
Candidatas designadas para representar o Brasil em concursos internacionais à convite da organização:
| Candidata (Posição no nacional)         | Concurso internacional (Local da final)                         | Posição na disputa internacional     |
| --------------------------------------- | --------------------------------------------------------------- | ------------------------------------ |
| Caroline Teixeira (1º. Lugar)           | Miss World 2021 (San Juan, Porto Rico)                          | Top 40                               |
| Deise Benício (1º. Lugar) 1             | Miss Supranational 2021 (Nowy Sącz, Polônia)                    | Top 24 Rainha das Américas           |
| Lala Guedes (1º. Lugar) 2               | Miss Grand International 2020 (Bancoque, Tailândia) 3           | 5ª Colocada Melhor em Traje de Banho |
| Yasmin Teles (1º. Lugar) 4              | Miss Teen Mundial 2021 (San Salvador, El Salvador)              | 2ª Colocada                          |
| Lorena Rodrigues (11º. Lugar em 2017)   | Miss Grand International 2021 (Phuket, Tailândia)               | 3ª Colocada                          |
| Cristiélli Camargo (21º. Lugar em 2018) | Miss Mesoamerica Internacional 2021 (San Salvador, El Salvador) | 2ª Colocada Miss Cultura             |
| Bruna Zanardo (Convidada)               | Reina Hispanoamericana 2021 (Santa Cruz de la Sierra, Bolívia)  | 6ª Colocada +3 Prêmios Especiais     |

1 Deise Benício foi eleita em um concurso separado intitulado "Miss Brasil Supranational 2021".

2 Lala Guedes foi eleita em um concurso separado intitulado "Miss Grand Brasil 2020".

3 O concurso "Miss Grand International 2020" foi realizado em Março de 2021, por isso consta no quadro acima.

4 Yasmin Teles foi eleita em um concurso separado intitulado "Miss Brasil CNB Teen 2021".